# 코헨치나

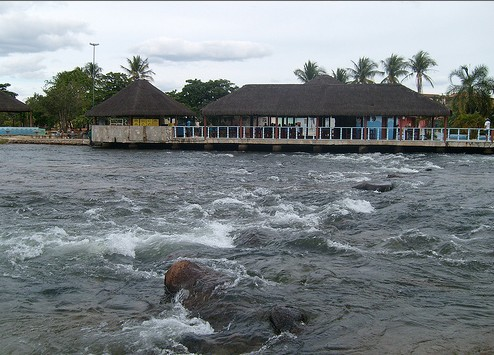

코헨치나(Correntina)는 브라질의 바이아주에 있는 도시이다. 브라질리아로부터 500 km, 살바도르로부터 980 km 떨어진 곳에 있다.